# Toxomerus linearis
Toxomerus linearis är en tvåvingeart som först beskrevs av Wulp 1883.  Toxomerus linearis ingår i släktet Toxomerus och familjen blomflugor. Inga underarter finns listade i Catalogue of Life.